# دونالد نورمان
دونالد نورمان (بالإنجليزية: Don Norman) (و. 1935  م) هو مهندس، وعالم حاسوب، وعالم نفس، وكاتب أمريكي، هو عضوٌ في الأكاديمية الأمريكية للفنون والعلوم، والأكاديمية الوطنية للهندسة، ورابطة مكائن الحوسبة.

## التعليم
تعلم في مدرسة الهندسة والعلوم التطبيقية بجامعة بنسيلفانيا ‏، ومعهد ماساتشوستس للتكنولوجيا.

## جوائز
حصل على جوائز منها:
- ميدالية بينجامين فرانكلين (2006)
- زمالة جمعية للآلات البرمجية
- زمالة رابطة مكائن الحوسبة [الإنجليزية]‏ (2001)
- أكاديمية التفاعل الإنساني الحاسوبي [الإنجليزية]‏ (2001)